# Портария (дем Волос)
Портария (на гръцки: Πορταριά) със старо средновековно име Дрянувена (на гръцки: Δρυανούβαινα) е голямо планинско село със свое околийско землище, разположено на западните склонове на Пилио, северно от Волос в Тесалия.
Селището възниква по време на славянското заселване на Балканите. В района са издигнати много манастири през XIII век. Разцветът по онова време се свързва с Николай Малиасен. Съществува хипотеза, че сегашното име на селото възниква именно по онова време, защото то отваря „портите към светилищата“.
През XVIII век Портария е важен търговски и занаятчийски център в областта. Смята се за един от центровете на т.нар. Тесалийското въстание от 1878 година. 
Портария е традиционно за Пилио селище, издържано в т.нар. Пелионска архитектура. 